# Association for the Advancement of Creative Musicians

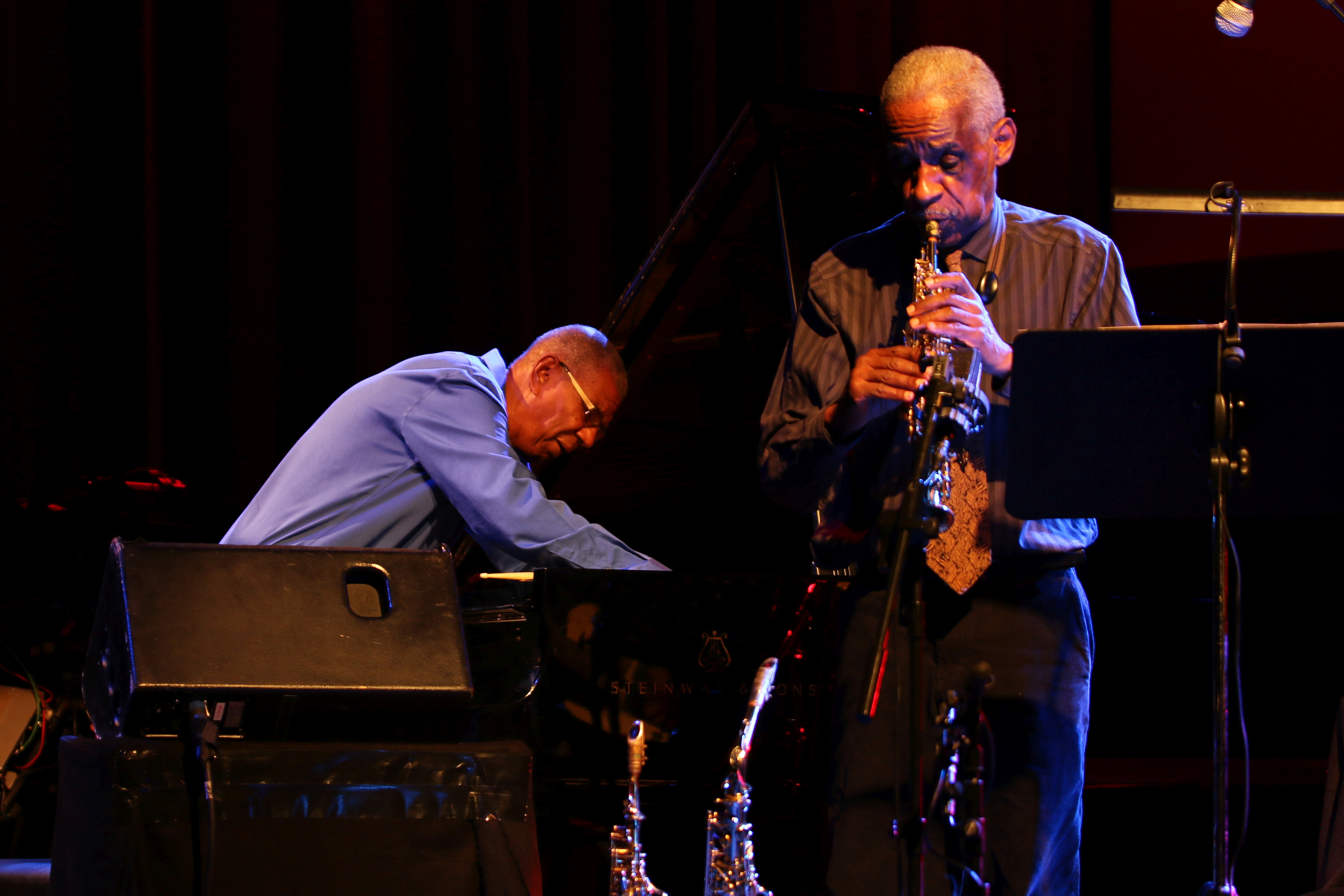
Musicians

L''Association for the Advancement of Creative musicians, AACM, est une association créée à Chicago en 1965 à l'initiative du pianiste Muhal Richard Abrams, et un collectif de compositeurs et de musiciens qui se consacrent au développement, à l'interprétation et à l'enregistrement de programmes de "musique créative".
Sorte de coopérative, ses musiciens pratiquent essentiellement le free jazz et le jazz expérimental (utilisant des modes d'écriture issus de la musique contemporaine : polytonalité, atonalité, sérialisme, …). Muhal Richard Abrams en est le premier président et une figure emblématique. 
Parmi les premiers membres on compte Henry Threadgill, Anthony Braxton, Jack DeJohnette, et les membres de l'Art Ensemble of Chicago, (Lester Bowie, Roscoe Mitchell, Joseph Jarman, Famadou Don Moye et Malachi Favors). L'ambition de l'ACCM est de produire de la « Great Black  Music » (grande musique noire), et partipe à l'Avant-garde jazz.
L'école de musique de l'AACM propose des programmes de formation gratuits pour les jeunes défavorisés. 
L'AACM fournit des sources d'emploi à ses membres musiciens par le biais de prestations musicales, de projets interdisciplinaires et de commandes de compositeurs.
Le Great Black Music Ensemble (GBME) et les plus petits groupes de l'AACM inspirent le public local, national et international en concerts, tournées et enregistrements.

## Liens
- (en) Site officiel
- Ressource relative à la musique :   - MusicBrainz
- Notices dans des dictionnaires ou encyclopédies généralistes :   - BlackPast
  - Britannica
  - Enciclopedia De Agostini
  - Encyclopedia of Chicago
  - Proleksis enciklopedija
  - Store norske leksikon
- Notices d'autorité :   - LCCN
  - Israël
  - WorldCat

## N&R
1. ↑  « The Art Ensemble of Chicago : Great Black Music ! », sur neospheres.org (consulté le 3 février 2025)
2. ↑  « Members », sur www.aacmchicago.org (consulté le 3 février 2025)
3. ↑  François-Xavier Gomez, « L’AACM, labo musical et militant à Chicago », sur Libération (consulté le 3 février 2025)
4. ↑  (en-US) befestival, « Great Black Music: Ancient to the Future », sur Big Ears, 3 janvier 2019 (consulté le 3 février 2025)